# Kuwait International Airport
Kuwait International Airport is de enige internationale luchthaven in Koeweit en is gelegen nabij de hoofdstad. De luchthaven fungeert als hub voor Kuwait Airways en Jazeera Airways en een deel van de luchthaven doet dienst als luchtmachtbasis voor de Koeweitse luchtmacht en heeft de naam Abdullah Al-Mubarak Air Base. Vanaf de luchthaven kan worden gevlogen binnen Azië en naar Afrika, Europa en de Verenigde Staten.

## Geschiedenis
Kuwait International Airport ging van start in 1927 en diende als tussenstop voor Britse vliegtuigen onderweg naar Brits-Indië, pas vanaf 1932 kwamen de eerste lijnvluchten vanaf het vliegveld. In 1979 opende het huidige luchthavengebouw dat is ontworpen door Kenzo Tange en gebouwd door Al Hani Construction in een joint venture met het Nederlandse bouwbedrijf Ballast Nedam.
Op 27 februari 1991 ontstond er een gevecht op de luchthaven tijdens de laatste dagen van de Golfoorlog. De Iraakse Republikeinse Garde en de United States Army Special Forces vochten daar om de bevrijding van Koeweit.
Tussen 13 maart en 1 augustus 2020 was de luchthaven gesloten vanwege de coronacrisis.

## Terminals
Kuwait International Airport beschikt over vier operationele terminals en in 2026 zal de vijfde worden geopend.

### Terminal 1
Terminal 1 opende in 1979 en is de belangrijkste terminal van het vliegveld. Vanuit deze terminal, ontworpen door Kenzo Tange, opereren alle internationale luchtvaartmaatschappijen.

### Terminal 2
Terminal 2 is ontworpen door Foster + Partners en opent naar verwachting in het vierde kwartaal van 2026, waarmee de capaciteit van de luchthaven verhoogd zal worden naar 25 tot 50 miljoen passagiers per jaar. De bouw van de terminal begon in mei 2017 en zou aanvankelijk in augustus 2022 opgeleverd worden, maar dat liep vertraging op door de coronapandemie.

### Terminal 3
Terminal 3 is sinds 2019 gesloten, vanwege de bouw van terminal 2. Vanuit de terminal opereerden aanvankelijk Aegean Airlines en Flydubai en later alleen algemene luchtvaart.

### Terminal 4
Terminal 4 opende op 8 augustus 2018 en wordt alleen gebruikt door Kuwait Airways. De terminal wordt tot 15 augustus 2025 deels geëxploiteerd door Incheon International Airport.

### Terminal 5
Terminal 5 opende in mei 2018 en wordt alleen gebruikt door Jazeera Airways.

## Luchtvaartmaatschappijen en bestemmingen

### Passagiers
Vanaf Kuwait International Airport kan worden gevlogen naar de volgende bestemmingen met de volgende luchtvaartmaatschappijen (april 2025):
| Luchtvaartmaatschappij          | Bestemmingen |
| ------------------------------- | --- |
| Air Arabia                      | Abu Dhabi, Caïro, Sharjah |
| Air Cairo                       | Alexandrië, Assioet, Caïro, Suhaj |
| Air India Express               | Chennai, Goa (vanaf 3 mei 2025), Kannur, Kochi, Kozhikode, Mangalore, Tiruchirappalli |
| AJet                            | Istanbul |
| Akasa Air                       | Mumbai |
| AlMasria Universal Airlines     | Caïro |
| Azerbaijan Airlines             | Bakoe |
| Biman Bangladesh Airlines       | Dhaka |
| Cham Wings Airlines             | Aleppo, Damascus |
| Egyptair                        | Caïro |
| Emirates                        | Dubai |
| Ethiopian Airlines              | Addis Abeba |
| Etihad Airways                  | Abu Dhabi |
| Flydubai                        | Dubai |
| Flynas                          | Djedda, Riyad |
| Gulf Air                        | Bahrein |
| Himalaya Airlines               | Kathmandu |
| IndiGo                          | Ahmedabad, Haiderabad, Kochi, Mumbai, New Delhi |
| Iran Air                        | Isfahan, Lar, Mashhad |
| Iraqi Airways                   | Najaf |
| Jazeera Airways                 | Ahmedabad, Alexandrië, Almaty, Amman, Assioet, Bahrein, Bakoe, Bangalore, Bisjkek, Buraidah, Caïro, Chennai, Colombo, Dhaka, Djedda, Doesjanbe, Doha, Dubai, Gizeh, Haiderabad, Ha'il, Islamabad, Istanbul–IST, Istanbul–SAW, Karachi, Kathmandu, Kochi, Lahore, Luxor, Mashhad, Medina, Moskou, Mumbai, Najaf, Namangan, New Delhi, Oš, Riyad, Shiraz, Siddharthanagar, Suhaj, Tbilisi, Teheran, Thiruvananthapuram, Türkistan Seizoensgebonden: Antalya (hervat 27 juni 2025), Batoemi (hervat 27 mei 2025), Beiroet, Boedapest (vanaf 5 juni 2025), Hurghada (vanaf 28 juni 2025), Jerevan (hervat 24 juni 2025), Krakau (hervat 6 juni 2025), Larnaca (hervat 17 juni 2025), Praag (hervat 5 juni 2025), Rize (vanaf 4 juni 2025), Salalah (hervat 3 juli 2025), Sarajevo, Sharm-el-Sheikh (hervat 29 mei 2025), Sotsji (vanaf 27 juni 2025), Taif, Tasjkent, Tivat (hervat 18 juni 2025), Trabzon (hervat 1 mei 2025) |
| Jordan Aviation                 | Charter: Amman |
| Kam Air                         | Kabul |
| Karun Airlines                  | Ahvaz |
| Kish Air                        | Mashhad |
| Kuwait Airways                  | Ahmedabad, Amman, Amsterdam, Bahrein, Bakoe, Bangalore, Bangkok, Barcelona, Beiroet, Caïro, Casablanca, Chennai, Dammam, Dhaka, Djedda, Doha, Dubai, Frankfurt, Genève, Guangzhou, Haiderabad, Islamabad, Istanbul–IST, Istanbul–SAW, Kathmandu, Kochi, Kuala Lumpur (hervat 1 juni 2025), Lahore, Londen, Manchester, Manilla, Mashhad, Medina, Milaan, Mumbai, München, Najaf, New Delhi, New York, Parijs, Rome, Riyad, Tbilisi, Teheran, Thiruvananthapuram Seizoensgebonden: Alexandrië (vanaf 1 juli 2025), Antalya (hervat 2 juni 2025), Bodrum (hervat 2 juni 2025), Luxor (hervat 2 juli 2025), Málaga (hervat 5 juni 2025), Nice (vanaf 16 augustus 2025), Salalah (hervat 2 juni 2025), Sarajevo (hervat 5 juni 2025), Sharm-el-Sheikh (hervat 4 juni 2025), Trabzon (hervat 1 juni 2025), Wenen (hervat 1 juni 2025)                                                                                           |
| Middle East Airlines            | Beiroet |
| Nesma Airlines                  | Caïro, Suhaj |
| Nile Air                        | Caïro |
| Oman Air                        | Muscat |
| Pakistan International Airlines | Lahore, Sialkot |
| Pegasus Airlines                | Istanbul Seizoensgebonden: Trabzon (hervat 21 juni 2025) |
| Qatar Airways                   | Doha |
| Royal Jordanian                 | Amman |
| SalamAir                        | Muscat |
| Saudia                          | Djedda, Medina (hervat 10 juni 2025), Riyad |
| Sepehran Airlines               | Mashhad |
| SriLankan Airlines              | Colombo |
| Syrian Air                      | Damascus |
| Tailwind Airlines               | Seizoensgebonden charter: Antalya |
| Tarco Aviation                  | Port Sudan |
| Turkish Airlines                | Istanbul |
| Varesh Airlines                 | Mashhad |
| Yemenia                         | Aden |

### Vracht
Daarnaast heeft de luchthaven vrachtverbindingen met de volgende luchthavens:
| Luchtvaartmaatschappij   | Bestemmingen                                                          |
| ------------------------ | --------------------------------------------------------------------- |
| Cargolux                 | Hongkong, Luxemburg-Stad                                              |
| Cargolux Italia          | Hongkong                                                              |
| DHL Aviation             | Bahrein                                                               |
| Emirates SkyCargo        | Dubai                                                                 |
| Ethiopian Airlines Cargo | Addis Abeba, Mumbai                                                   |
| Qatar Cargo              | Doha                                                                  |
| Silk Way West Airlines   | Bahrein, Bakoe                                                        |
| Turkish Cargo            | Colombo, Dhaka, Dubai, Hanoi, Hongkong, Istanbul, New Delhi, Shenzhen |

## Statistieken

### Passagiersaantallen
| Jaar | Passagiers | Jaar | Passagiers |
| ---- | ---------- | ---- | ---------- |
| 2015 | 11.163.279 | 2021 | 3.560.280  |
| 2016 | 11.762.241 | 2023 | 15.616.800 |
| 2017 | 13.735.580 |      |            |
| 2018 | 14.813.527 |      |            |
| 2019 | 15.448.909 |      |            |
| 2020 | 3.875.061  |      |            |

## Incidenten en ongevallen
- Op 25 augustus 1973 werd een Douglas DC-6 van Yemen Airlines gekaapt tijdens een vlucht van Ta'izz naar Asmara.[18] Na een tussenstop in Djibouti werd het vliegtuig naar Koeweit gevlogen waar de kaper zich overgaf.[19]
- Op 17 december 1973, tijdens de aanval op Aeroporto di Roma Fiumicino, werd een toestel van Pan American World Airways aangevallen waarbij 30 passagiers omkwamen door fosforbommen.[20] Tijdens hetzelfde incident werd een Boeing 737 van Lufthansa gekaapt die in Athene, Damascus en uiteindelijk Koeweit-Stad landde. Daar werden alle passagiers losgelaten.[21] Twee mensen kwamen om het leven.
- Op 5 juni 1977 werd een Boeing 707 van Middle East Airlines gekaapt tijdens een vlucht van Beiroet naar Bagdad.[22] Het toestel week uit naar Kuwait International Airport waar het bestormd werd en de kaper werd opgepakt.
- Op 24 juli 1980 eisten twee kapers geld na het kapen van een Boeing 737-200 van Kuwait Airways vanuit Beiroet.[23]
- Op 12 december 1983 werd het vliegveld doelwit van bombardementen.[24]
- Op 2 augustus 1990 landde British Airways-vlucht 149 op de luchthaven vlak na de Iraakse invasie van Koeweit.[25] De 385 inzittenden werden gevangengenomen en overgebracht naar Irak.[26] De Boeing 747-100 werd geplunderd en vernietigd.[27] Uiteindelijk kon iedereen in veiligheid worden gebracht.[28]
- Op 10 december 1999 kwamen drie Amerikaanse militairen om het leven na een harde noodlanding met hun Lockheed C-130 Hercules van de United States Air Force.[29] Het toestel had al schade na een eerdere mislukte landing op de nabijgelegen Jaber al-Ahmadbasis.[30]
- Op 7 mei 2019 kwam een pushback truck-bestuurder om het leven, doordat de towbar afbrak en een Boeing 777-300ER  over het voertuig reed.[31]